# Marco Barbavara
Marco Barbavara (Milano, fine del XV secolo – Milano, 4 dicembre 1552) è stato un nobile e politico italiano.

## Biografia
Marco Barbavara nacque a Milano sul finire del Quattrocento, figlio di Ottaviano, già segretario della cancelleria ducale, e di Bianca Visconti. Studiò diritto all'Università di Pavia dove fu alunno di Giasone del Maino, nella medesima classe di Andrea Alciato. Nel 1512 venne ammesso nel collegio dei nobili giureconsulti di Milano.
All'inizio della sua carriera, contrariamente alla tradizione della sua famiglia, strettamente legata all'ambiente amministrativo visconteo e poi sforzesco, Marco Barbavara si dedicò alla professione di avvocato. Tuttavia, col ritorno di Francesco II Sforza al potere a Milano, decise di entrare nella carriera amministrativa. Divenne vicario di provvisione a Milano, poi questore del magistrato delle entrate straordinarie del ducato e infine pretore a Novara, ove rimase per quattro anni.
Francesco II lo creò senatore a Milano e venne prescelto per ben due volte come ambasciatore straordinario della città di Milano presso l'imperatore Carlo V del Sacro Romano Impero. Tra il 1534 ed il 1535 venne incaricato di dirimere alcune controversie sorte per il confine di stato tra il ducato di Milano ed il ducato di Savoia. Venne successivamente nominato membro della commissione per la compilazione delle Constitutiones dominii Mediolanensis (o Novae Constitutiones) dello Stato di Milano.
Dopo la morte di Francesco II nel 1535, venne confermato alla carica di senatore da Carlo V, il quale nel frattempo era divenuto sovrano del ducato milanese. Marco Barbavara fu podestà di Cremona dal 1538 al 1539, dove svolse un'attenta azione nei confronti dei locali movimenti ereticali e di difesa della cittadinanza contro i soprusi delle armate locali. Per riconoscenza, il comune di Cremona votò la concessione della cittadinanza onoraria per sé e per i propri discendenti al Barbavara.
Il 3 ottobre 1541, fu il Barbavara a presentare all'imperatore Carlo V, insieme ai colleghi senatori membri della commissione incaricata, il testo definitivo delle Constitutiones Dominii Mediolanensis, nella redazione dei quali aveva avuto un ruolo di peso. Nel 1543 fece una globale revisione degli statuti del comune di Vigevano che vennero approvati poi dal senato milanese.
Il 24 ottobre 1550, venne nominato da Carlo V alla carica di presidente del senato di Milano alla morte del senatore Sacco suo predecessore. Malgrado ciò, la sua azione di governo fu sempre poco marcata per le condizioni dello stato milanese dell'epoca. Di una certa rilevanza fu la rimostranza che portò a Carlo V il 10 marzo 1552 a fronte del divieto imposto dagli spagnoli di commerciare con la città francese di Lione, dettato dal persistere della guerra franco-spagnola ma assai dannoso per gli interessi economici dei mercanti milanesi.
Morì a Milano il 4 dicembre 1552.